# Esdra (nome)
Esdra  è un nome proprio di persona italiano maschile.

## Varianti in altre lingue
- Catalano: Esdres
- Ceco: Ezdráš
- Croato: Ezra
- Danese: Ezra
- Ebraico: עֶזְרָא ('Ezra')[2]
- Francese: Esdras
- Greco biblico: Εσδρας (Esdras)[2]
- Inglese: Ezra[2], Esdras[2]
- Islandese: Esra
- Latino: Ezras[2], Esdras[1]
  - Tardo latino: Ezra[3]
- Lituano: Ezra, Ezdras
- Norvegese: Esra
- Polacco: Ezdrasz
- Portoghese: Esdras
- Russo: Ездра (Ezdra)
- Spagnolo: Ezra
- Tedesco: Esra
- Turco: Üzeyir
- Ungherese: Esdrás, Ezsdrás, Ezdrás

## Origine e diffusione
Si tratta di un nome di origine biblica, portato nell'Antico Testamento da Esdra, lo scriba ebreo autore dei Libri di Esdra e dei Libri delle Cronache.
Etimologicamente parlando, risale all'ebraico עֶזְרָא ('Ezra'), una contrazione del nome עֲזַרְיָהוּ (Azaryah(u)), che è composto da ezer ("aiuto") e Yah (forma abbreviata di Yahweh): il significato è quindi "YHWH ha aiutato", "YHWH aiuta", simile a quello del nome Adriele. Alcune fonti lo considerano basato sul sol termine ezer, dandogli quindi il significato di "aiuto" o "colui che aiuta".
Nella lingua inglese è in uso sin dalla Riforma Protestante.

## Onomastico
L'onomastico si festeggia il 13 luglio in ricordo del già citato sant'Esdra, scriba biblico.

## Persone

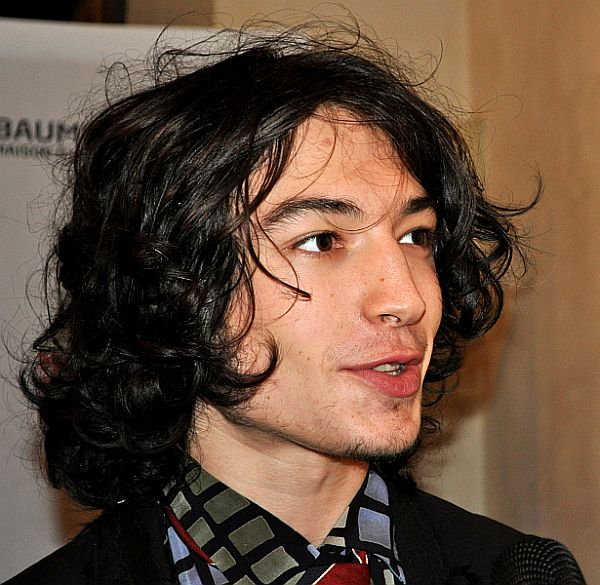
Ezra Miller

### Variante Ezra
- Ezra Abbot, biblista statunitense
- Ezra Hendrickson, calciatore sanvincentino
- Ezra Meeker, esploratore statunitense
- Ezra Miller, attore statunitense
- Ezra Pound, poeta, saggista e traduttore statunitense
- Ezra Williams, cestista statunitense

## Il nome nelle arti
- Ezra è un personaggio del film omonimo del 2007, diretto da Newton I. Aduaka.
- Ezra Bridger è un personaggio della serie animata Star Wars Rebels.
- Ezra Cobb è il protagonista del film horror del 1974 Deranged - Il folle.
- Ezra 'Penny' Baxter è un personaggio del film del 1946 Il cucciolo diretto da Clarence Brown.
- Ezra Fitz è un personaggio della serie televisiva statunitense Pretty Little Liars.
- Ezra Hannon è stato uno degli pseudonimi utilizzati da Ed McBain, scrittore e sceneggiatore statunitense.
- Ezra Turner è un personaggio del film del 2008 Sette anime, diretto da Gabriele Muccino.